# 1886 en France
Chronologie de la France
- 1882
- 1883
- 1884
- 1885
- 1886
- 1887
- 1888
- 1889
- 1890

Cette page concerne l'année 1886 du calendrier grégorien.

## Événements
- 6 janvier: la Grande Comore devient protectorat français[1].
- 7 janvier : troisième gouvernement Freycinet. Le général Georges Boulanger (« le général la Revanche ») est ministre de la Guerre sur la recommandation de Clemenceau[2],[3].

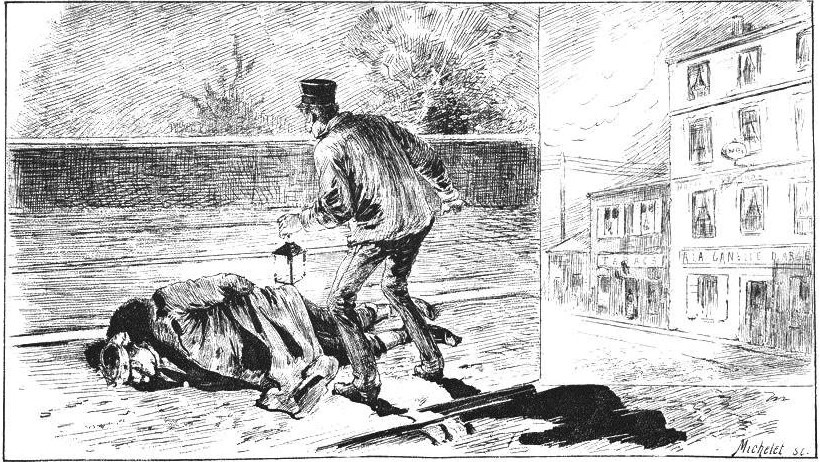
La découverte du cadavre du préfet Barrême sur le pont de Maisons-Laffitte par l'employé Marin. - La maison du restaurant de la Canelle d'argent où fut porté le corps après la découverte du crime, et où fut faite l'autopsie. L'Illustré de l'Est, 31 janvier 1886.

- 13 janvier : assassinat du préfet Barrême[4].

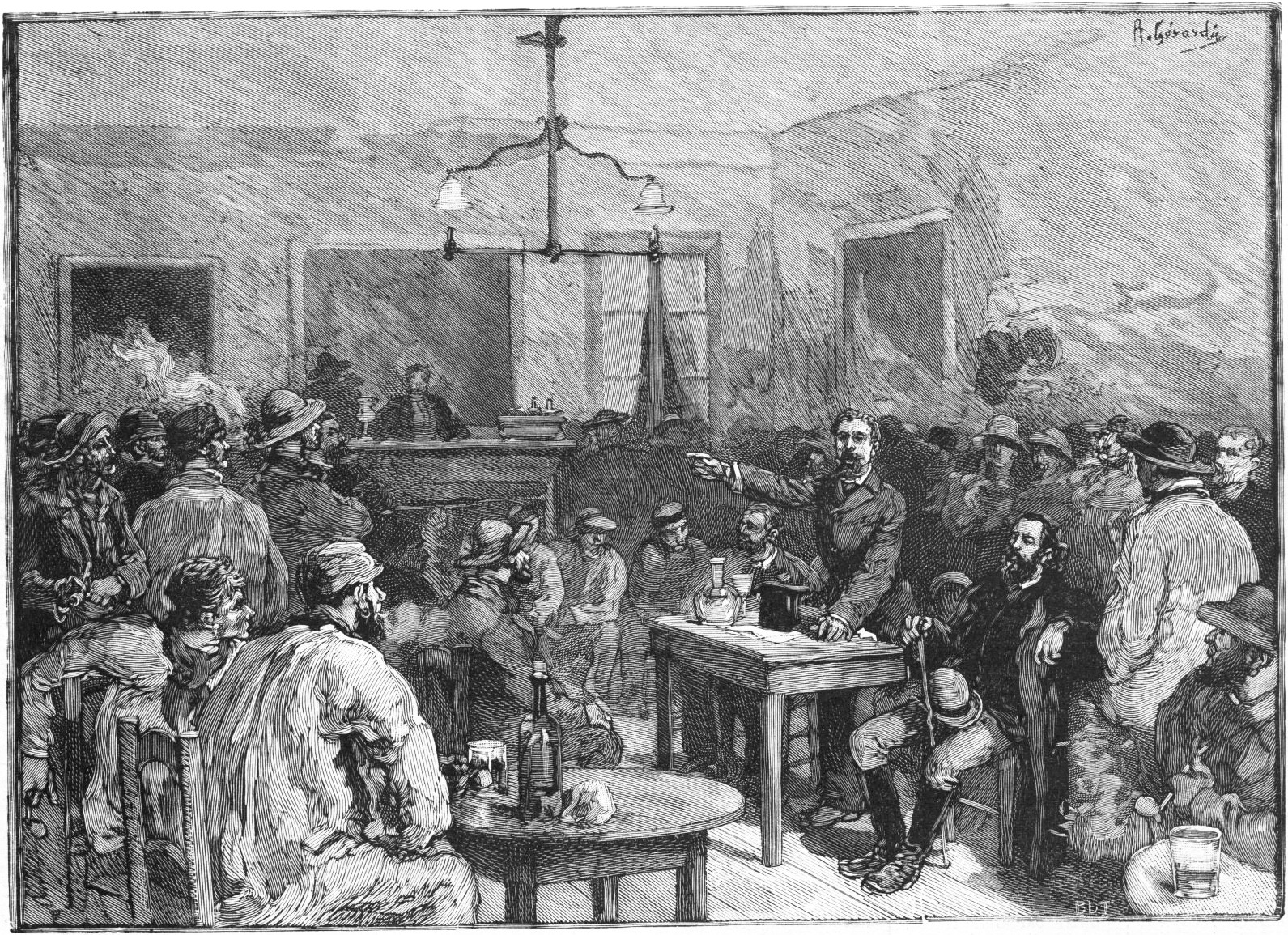
Decazeville. - Émile Basly, député de la Seine, présidant une réunion dans un café de Firmi. (Dessin de Gérardin, d'après le croquis de Dick). Le Monde illustré, n° 1512, 20 mars 1886.

- 26 janvier : grève de Decazeville ; l'ingénieur Jules Watrin est défenestré et meurt. Le conflit dure 108 jours et devient une affaire nationale[5].

- 8 mars : loi instituant les lundis de Pâques et de Pentecôte comme fériés[6].
- 13 mars : interpellation du député de Paris Zéphirin Camélinat à la Chambre des députés au sujet de l'attitude de l'armée dans la grève de Decazeville[7]. Réponse du général Boulanger :  « Elle est immobile l'arme au pied »... « Peut-être, à l'heure qu'il est, chaque soldat partage avec un mineur sa soupe et sa ration de pain. »

- 28 mars : traité de paix de Kéniéba Koura qui met un terme provisoire aux hostilités entre la France et Samori Touré[8]. Samori retire ses troupes sur la rive droite du Niger et envoie son fils Diaoulé Karamoko comme ambassadeur en France. Il proclame un régime théocratique. Il tente d’imposer l’islam aux mandingues pour unifier son empire, mais se heurte à la révolte des communautés attachées aux pratiques animistes (1888).
- 29 mars : le comte Albert de Mun fonde l’Association catholique de la jeunesse française[7].

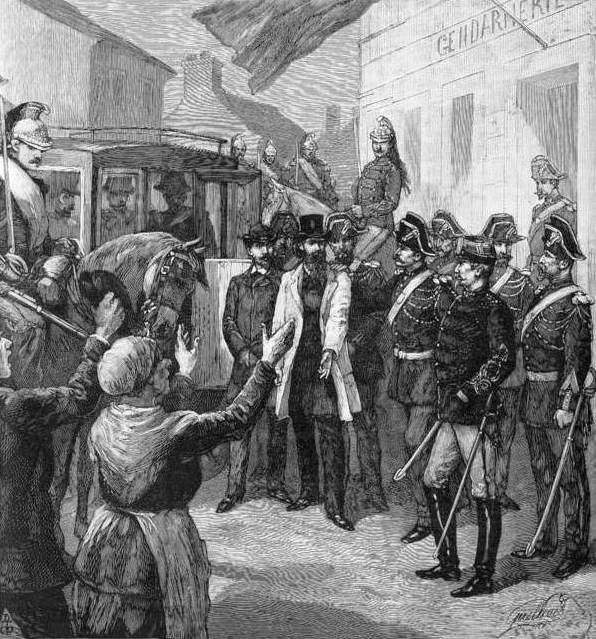
Arrestation de Roche et de Duc-Quercy à Decazeville. L'Univers illustré, n° 1621, 17 avril 1886.

- 4 avril : arrestation d'Ernest Roche et d'Antoine Duc-Quercy venus soutenir la grève des mineurs de Decazeville[9].
- 14 avril : Édouard Drumont publie La France juive[10], pamphlet antisémite en deux volumes qui rencontre un succès considérable avec 62 000 exemplaires vendus la première année.

- 18 avril : loi réprimant l’espionnage en temps de paix comme en temps de guerre[11].
- 21 avril : Anjouan devient protectorat français[1].
- 25 avril : traité de commerce entre la France et la Chine[12].
- 26 avril : Mohéli devient protectorat français[1].
- 27 avril : Pierre Savorgnan de Brazza est nommé Commissaire général du Congo français et du Gabon[13].

- 1er mai : la commission menée par le général Lebel présente un prototype de fusil au ministre de la guerre Boulanger[14].
- 12 mai : le Portugal et la France signent une convention délimitant la Guinée portugaise et le Cabinda[15].

Un dimanche après-midi à l'Île de la Grande Jatte, tableau de Georges Seurat exposé à la Maison Dorée.

- 15 mai-15 juin : huitième exposition des impressionnistes à la Maison Dorée, rue Laffitte, à Paris[16].
- Mai : Auguste Fauchon ouvre un magasin d’épicerie fine place de la Madeleine dans le 8e arrondissement[17].

- 3 juin : meeting au Théâtre du Château-d'Eau en faveur des mineurs de Decazeville ; Jules Guesde, Paul Lafargue, Louise Michel et Paul Susini sont poursuivis et condamnés pour le 14 août pour « provocation au meurtre et au pillage »[18].
- 4 juin : traité d’amitié et de commerce entre la France et la Corée[19].
- 22 juin : loi d'exil bannissant du sol français les chefs des familles royales et impériales ayant régné sur la France ; Boulanger raye aussitôt des cadres de l'armée le duc d'Aumale, le duc de Chartres, le duc d'Alençon, le duc de Nemours et le prince Murat[2]. Le duc d'Aumale publie le 12 juillet une lettre de protestation au président Jules Grévy qui lui vaut une expulsion immédiate[20].

- 14 juillet : le général Georges Boulanger est acclamé lors du défilé annuel à Longchamp[2].

- Septembre : ouverture de l'école Boulle rue de Reuilly[21].

- 11-16 octobre : congrès constitutif de la Fédération nationale des syndicats à Lyon[7].
- 29 octobre, Dakar : le lieutenant-colonel Gallieni prend ses fonctions de gouverneur général du Soudan français (du Sénégal au Niger)[22].

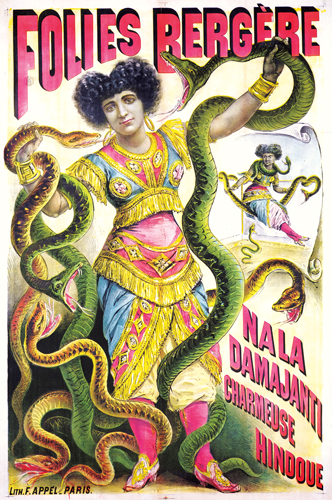
Nala Damajanti, charmeuse de serpents aux Folies-Bergère en 1886.

- 30 octobre : loi René Goblet sur la laïcisation du personnel des écoles publiques[23].

- 30 novembre : création de la première revue à grand spectacle aux Folies Bergère[24].
- 3 décembre : chute du cabinet Freycinet[3].
- 11 décembre : gouvernement René Goblet. Boulanger conserve le ministère de la guerre[3].
- 18 décembre : instruction ministérielle du général Boulanger qui décide la création du carnet B, une liste d'étrangers suspects[25].
- 26-28 décembre : une tempête d’origine atlantique touche particulièrement la moitié nord de la France en se décalant vers l’est[26].